# Miguel de los Santos Oliver
Miguel de los Santos Oliver y Tolrá (Campanet, 4 de mayo de 1864-Barcelona, 9 de enero de 1920) fue un escritor y periodista español. Director de periódicos como el Diario de Barcelona y La Vanguardia, cultivaría de forma brillante el periodismo, la poesía, la narrativa y el ensayo. Escribió tanto en español como en catalán. Fue uno de los miembros fundadores del Institut d'Estudis Catalans.

## Biografía
Nació en la localidad mallorquina de Campanet en 1864. Hijo de un periodista local, se licenció en Derecho en Barcelona, tras lo cual se dedicó al periodismo en Mallorca, donde fundó La Roqueta en 1887. En esta época colaboró con otros diarios mallorquines —incluido La Almudaina, del que fue director— hasta que se estableció en Barcelona en 1904. 
En la capital catalana ejerció de bibliotecario en el Ateneo Barcelonés (1906-1916), lugar de encuentro de la intelectualidad barcelonesa, y trabajó como redactor en el Diario de Barcelona, del que sería director entre 1905 y 1906. En ese año, por desavenencias con la línea editorial del periódico, se pasaría a las filas de La Vanguardia.
Desde La Vanguardia ejercería un mallorquinismo y un catalanismo moderado y conservador en línea con la Lliga Regionalista, que trataba de aproximar al maurismo con el que también simpatizó durante algún tiempo. En toda su obra periodística y narrativa late una crítica razonada al provincianismo ensimismado y una apuesta por la modernización de la sociedad, muy en la línea por tanto del regeneracionismo, pero no exenta de una cierta nostalgia por una sociedad rural y tradicional en vías de desaparición, la que vivió en la Mallorca de su juventud. Fue uno de los fundadores del Instituto de Estudios Catalanes, si bien abandonaría esta institución en 1914 al distanciarse de las posiciones de la Lliga Regionalista. 
Desde 1906 fue miembro preeminente de la terna directiva de La Vanguardia, junto con Ezequiel Boixet y Alfredo Opisso, hasta que en 1916 fue nombrado director, convirtiendo La Vanguardia en un gran periódico, como culminación de su carrera periodística. Se convirtió en uno de los periodistas más respetados y prestigiosos del ámbito conservador, ejerciendo como comentarista de temas políticos, históricos y culturales. Escribió también para ABC. En 1917 fue elegido presidente del Ateneo de Barcelona.
Murió en Barcelona el 9 de enero de 1920.

## Obra

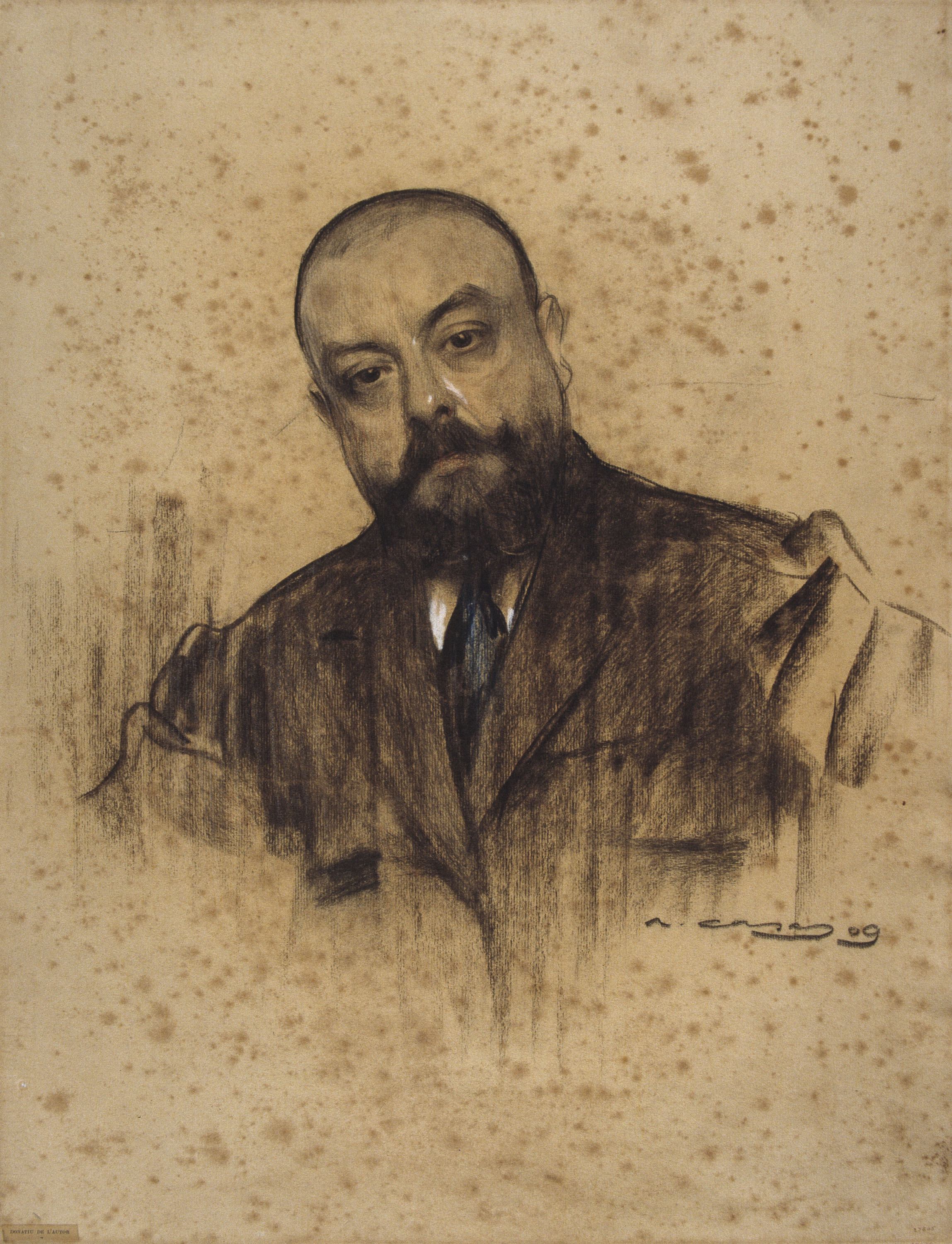
Miquel dels Sants visto por Ramón Casas (MNAC)

Sus artículos periodísticos y ensayísticos se recogieron en varios libros: Cosecha periodística (1891), La cuestión regional (1899), La literatura en Mallorca (1903), Entre dos Españas (1906), El caso Maura (1914). Destaca la serie Hojas del sábado, colección de artículos publicados en seis volúmenes: De Mallorca (1918), Revisiones y centenarios (1918), La herencia de Rousseau (1919), Comentarios de política y patriotismo (1919), Historias de los tiempos terribles (1920), Algunos ensayos (1920). 
Es autor de un libro de poesías en catalán (Poesies, 1910). Su faceta poética destaca por un estilo musical, simbolista y refinado, y con predominio del tono nostálgico hacia el pasado perdido de su Mallorca natal. 
Sus narraciones en catalán están escritas con una prosa elegante y de calidad, en las que combina los elementos costumbristas decimonónicos con el afán regeneracionista y modernista tan propio de su tiempo: L'illa daurada, L'hostal de la Bolla (1899), La Ciutat de Mallorques (1906) y Flors del silenci (1907). 
Como historiador escribió: Mallorca durante la primera revolución, 1808-1814 (1901), Catalunya en temps de la Revolució Francesa (1911-12) y Los españoles en la revolución francesa (1914).